# Thanh Hà, Thanh Chương
Thanh Hà là một xã thuộc phía Tây Nam của Huyện Thanh Chương, Nghệ An, Việt Nam. Là xã vùng cao theo Quyết định số 64/UB-QĐ ngày 26-8-1995 của Bộ trưởng, Chủ nhiệm Ủy ban Dân tộc và Miền núi. Đời sống nhân dân là thuần nông, đa số cuộc sống còn khó khăn.

## Địa giới
- Phía tây giáp với tỉnh Bolikhamxai của Lào
- Phía bắc giáp các xã Thanh Thủy và Thanh Long
- Phía đông giáp dòng sông Lam
- Phía nam giáp xã Thanh Tùng (được ngăn cách bằng một con sông nhỏ).

## Hành chính
Tổ chức hành chính của xã Thanh Hà gồm 15 thôn. Trụ sở Đảng ủy - HĐND - ủy ban nhân dân - UBMTTQ được đặt tại Xóm 5. Có 3 trường học mần non, cấp 1 và cấp 2.

## Lịch sử
- Sau cách mạng tháng 8 năm 1945 Tổng Võ Liệt bao gồm Đồng Thanh, Vịnh Thọ, Kim Bảng
- Từ 1954 Xã Kim Bảng bao gồm Thanh Minh, Thanh Tân, Thanh Long, Thanh Hà
- Từ 1969 - 1984 Xã Quảng Xã được thành lập Ngày 24/03/1969 theo quyết định số 159 - NV của Bộ trưởng Bộ Nội vụ thành lập huyện Thanh Chương bao gồm Thanh Long nhập với Thanh Hà ngày nay. Trong giai đoạn này có một số chia tách xã trong thời gian ngắn sau đó lại sáp nhập như cũ.
- Từ tháng 10/1984 Xã Thanh Hà được thành lập cùng với việc thành lập lại các xã của Huyện Thanh Chương theo quyết định số 141 HĐBT ngày 27/10/1984 của Hội đồng Bộ trưởng

## Di tích & thắng cảnh
- Khu du lịch sinh thái Vực Cối
- Nhà thờ họ Phan xóm 01 - Nơi có danh nhân Phan Nhân Tường[2]

## Văn hiến

### Các vị đỗ đại khoa thời phong kiến
- 1546: Phan Nhân Tường[2]
- 1235: phan van công
- 1848: Bùi Sỹ Tuyển

1. ↑  Tổng cục Thống kê
2. 1 2  “Phan Nhân Tường”. Bản gốc lưu trữ ngày 22 tháng 12 năm 2015. Truy cập ngày 14 tháng 12 năm 2015.